# Malte aux Jeux olympiques
Malte a participé 15 fois aux Jeux d'été et participe aux Jeux d'hiver pour la 1re fois en 2014. 
Le pays n'a jamais remporté de médaille.

## Jeux de Tokyo 2021
Pour ces Jeux olympiques de Tokyo, Malte envoie 6 athletes : Matthew Abela pour le badminton, Eleanor Bezzina pour le tir, la nageuse Sasha Gatt (400m nage libre et 1500m nage libre) et le nageur Andrew Chetcuti (100m nage libre), Carla Scicluna pour l'athlétisme (100m - femme) et Yasmin Zammit Stevens pour l'haltérophile.
| Année | Médaille d'or, Jeux olympiques | Médaille d'argent, Jeux olympiques | Médaille de bronze, Jeux olympiques | Total             |
| 1928  | 0                              | 0                                  | 0                                   | 0                 |
| 1932  | N'a pas participé              | N'a pas participé                  | N'a pas participé                   | N'a pas participé |
| 1936  | 0                              | 0                                  | 0                                   | 0                 |
| 1948  | 0                              | 0                                  | 0                                   | 0                 |
| 1952  | N'a pas participé              | N'a pas participé                  | N'a pas participé                   | N'a pas participé |
| 1956  | N'a pas participé              | N'a pas participé                  | N'a pas participé                   | N'a pas participé |
| 1960  | 0                              | 0                                  | 0                                   | 0                 |
| 1964  | N'a pas participé              | N'a pas participé                  | N'a pas participé                   | N'a pas participé |
| 1968  | 0                              | 0                                  | 0                                   | 0                 |
| 1972  | 0                              | 0                                  | 0                                   | 0                 |
| 1976  | N'a pas participé              | N'a pas participé                  | N'a pas participé                   | N'a pas participé |
| 1980  | 0                              | 0                                  | 0                                   | 0                 |
| 1984  | 0                              | 0                                  | 0                                   | 0                 |
| 1988  | 0                              | 0                                  | 0                                   | 0                 |
| 1992  | 0                              | 0                                  | 0                                   | 0                 |
| 1996  | 0                              | 0                                  | 0                                   | 0                 |
| 2000  | 0                              | 0                                  | 0                                   | 0                 |
| 2004  | 0                              | 0                                  | 0                                   | 0                 |
| 2008  | 0                              | 0                                  | 0                                   | 0                 |
| 2012  | 0                              | 0                                  | 0                                   | 0                 |
| 2016  | 0                              | 0                                  | 0                                   | 0                 |
| Total | 0                              | 0                                  | 0                                   | 0                 |

| Année | Médaille d'or, Jeux olympiques | Médaille d'argent, Jeux olympiques | Médaille de bronze, Jeux olympiques | Total |
| 2014  | 0                              | 0                                  | 0                                   | 0     |
| 2018  | 0                              | 0                                  | 0                                   | 0     |
| Total | 0                              | 0                                  | 0                                   | 0     |